# Merkava
Merkava je glavni bojni tank izraelske kopenske vojske.